# The Vanishing (película de 2018)
The Vanishing, anteriormente titulada Keepers, es una película escocesa de suspense psicológico de 2018 dirigida por Kristoffer Nyholm y escrita por Celyn Jones y Joe Bone y ambientada en las Islas Flannan, que ha sido notoria por la misteriosa desaparición de tres fareros en 1900. La película es protagonizada por Gerard Butler y Peter Mullan.

## Sinopsis
Tres fareros llegan a una isla abandonada. Thomas, James y Donald comienzan sus rutinas, hasta que algo inesperado ocurre: topan con algo extraño, algo que no es exactamente lo que un farero debería vigilar. Las cosas se complicarán cuando avistan un barco que podría tener todas las respuestas.

## Reparto
- Gerard Butler como James Ducat.
- Peter Mullan como Thomas.
- Ólafur Darri Ólafsson como Boor.
- Connor Swindells como Donald.

## Producción
El 31 de octubre de 2016 se anunció que se estaba desarrollando el thriller psicológico Keepers, en el que Kristoffer Nyholm haría su debut como director a partir de un guion de Celyn Jones y Joe Bone. Kodiak Pictures financiaría completamente la película junto con Cross Creek Pictures, que sería producida por Andy Evans, Ade Shannon y Sean Marley para Mad as Birds junto con Gerard Butler y Alan Siegel para G-BASE, Maurice Fadida para Kodiak Pictures, y Brian Oliver para Cross Creek. Butler, Peter Mullan y Connor Swindells protagonizarían como James, Thomas y Donald, respectivamente, en la película inspirada en un verdadero misterio sin resolver de 1900 en el faro de las islas Flannan.
El rodaje de la película comenzó a mediados de abril de 2017 en Galloway, Escocia.